# James Leclerc
 (septembre 2022).
Si vous disposez d'ouvrages ou d'articles de référence ou si vous connaissez des sites web de qualité traitant du thème abordé ici, merci de compléter l'article en donnant les références utiles à sa vérifiabilité et en les liant à la section « Notes et références ».
Omer James Leclerc, né le 29 octobre 1873 à Veyre-Monton et mort le 31 décembre 1953 à Paris, est un financier français.

## Biographie
Omer James Leclerc est le fils du général Jérôme Leclerc et de Jeanne Louise Félicie Tixier, petit-fils de Daniel Leclerc, inspecteur général des ponts et chaussées et propriétaire de l'hôtel Leclerc. Marié avec Élisabeth Gérard, fille de René Gérard, sous-gouverneur du Crédit foncier de France, et petit-fils d'Albert Clerc, il est le grand-père de Raphaëla le Gouvello.
Licencié en droit, inspecteur des finances en 1902, il devient chef du contrôle des assurances privées en 1913, directeur des services financiers du gouvernement général de l'Algérie en 1928 puis chef de cabinet du ministre Charles de Lasteyrie.
De 1922 à 1928, il est sous-gouverneur de la Banque de France de 1922 à 1928, puis, de 1928 à 1936, gouverneur du Crédit foncier de France.